# Universidad UCINF
L'Universidad Ucinf, nota anche come UCINF, è una università privata cilena, che ha sede a Santiago del Cile, e la sua fondazione risale al 14 luglio 1989.
Dalla sua nascita si è specializzata nell'informatica, ma dopo la ristrutturazione del 2009, l'obiettivo si è spostato più verso le scienze dell'educazione. Con questo scopo è stato fondato il suo primo centro di ricerca, il CIE-Ucinf (Centro de Investigaciones en Educaciòn). Inoltre, ha sette facoltà, e offre 29 corsi di laurea e tre lauree magistrali.

## Sedi
L'Università possiede due sedi a Santiago, il Campus Central sulla Av. Pedro de Valdivia e il Campus Apoquindo, nel comune Las Condes, luogo di funzionamento della Facoltà di Educazione.
- Facoltà di Ingegneria[2]
- Facoltà di Giurisprudenza[3]
- Facultad de Scienze della Salute[4]
- Facoltà di Economia[5]
- Facoltà di Educazione[6]
- Facoltà de Scienze Umane[7]
- Facoltà di Architettura e Arti[8]